# علم پایه
علم پایه یا علم بنیادی مجموعه علومی که با هدف روش علمی برای بهبود نظریه‌های علمی برای درک بهتر یا پیش‌بینی طبیعی یا سایر پدیده‌ها است. این علوم به بررسی بنیادین پدیده‌ها یا بررسی ماهیت، قوانین و روابط حاکم بین آنها می‌پردازد. از بارزترین این علوم می‌توان به ریاضیات، فیزیک، شیمی، فلسفه، منطق، زیست‌شناسی، زبان‌شناسی، زمین‌شناسی اشاره نمود.
علوم پایه، زیربنای اصلی سایر دانش‌ها محسوب می‌شود و به همین دلیل در مواقعی به کل علم (به انگلیسی: Science) تعمیم داده می‌شوند.

## ویژگی‌های علم پایه
- کشف قوانین جهان‌شمول:  علم پایه بر شناسایی اصولی تمرکز دارد که در تمامی شرایط کاربرد دارند.
- تمرکز بر نظریه‌ها و مدل‌ها:  این علوم غالباً مفاهیم را به صورت تئوریک بررسی می‌کنند تا درک عمیق‌تری ایجاد کنند.
- عدم تمرکز بر کاربردهای فوری:  اگرچه دستاوردهای علم پایه بعدها به فناوری‌های پیشرفته منجر می‌شود، اما در زمان تحقیق لزوماً هدف کاربردی ندارند.

## شاخه‌های علم پایه
- ریاضیات:
  - مطالعهٔ ساختارها، الگوها، تغییرات و فضا.
  - کاربرد: زیربنای تمامی علوم مهندسی و طبیعی.
- فیزیک:
  - بررسی ماده، انرژی و تعاملات آن‌ها.
  - کاربرد: فناوری‌هایی نظیر لیزر، نیمه‌هادی‌ها و انرژی‌های نوین.
- شیمی:
  - مطالعهٔ ترکیب، خواص و تغییرات ماده.
  - کاربرد: صنایع داروسازی، نانو فناوری و مهندسی شیمی.
- زیست‌شناسی:
  - تحقیق در مورد ساختار، عملکرد و تکامل موجودات زنده.
  - کاربرد: بیوتکنولوژی، ژنتیک و کشاورزی مدرن.
- زمین‌شناسی:
  - بررسی تاریخچه، ساختار و فرآیندهای زمین.
  - کاربرد: مدیریت منابع طبیعی، پیش‌بینی زلزله و اکتشافات معدنی.
- اخترشناسی:
  - مطالعهٔ کیهان، ستارگان، سیارات و کهکشان‌ها.
  - کاربرد: فناوری‌های فضایی و شناخت منشاء جهان.
- علوم مواد:
  - بررسی ویژگی‌ها و رفتار مواد.
  - کاربرد: طراحی مواد پیشرفته برای صنعت.

## اهمیت علم پایه
- زیربنای فناوری‌های نوین:  بسیاری از پیشرفت‌های مدرن (مانند هوش مصنوعی، انرژی‌های تجدیدپذیر، درمان‌های پزشکی) به علم پایه متکی هستند.
- درک بهتر جهان:  علوم پایه به ما کمک می‌کنند تا سؤال‌هایی مانند «چرا جهان این‌گونه عمل می‌کند؟» را پاسخ دهیم.
- توسعهٔ بلندمدت:  تحقیقات بنیادی اغلب در طول دهه‌ها نتایج خود را نشان می‌دهند. مثال: نظریه نسبیت که منجر به فناوری GPS شد.

## دستاوردهای برجسته علم پایه
- نسبیت اینشتین: توسعهٔ GPS و ماهواره‌ها.
- مدل استاندارد ذرات بنیادی: شناخت کوارک‌ها و نیروی هسته‌ای قوی.
- کشف DNA: انقلابی در زیست‌شناسی و پزشکی.
- الگوریتم‌های ریاضی: پایهٔ موتورهای جستجو و یادگیری ماشین.

## تفاوت علم پایه با علوم کاربردی
- علم پایه: تمرکز بر شناخت قوانین کلی طبیعت.
- علوم کاربردی: تلاش برای استفاده از دانش بنیادین در حل مسائل عملی.
- مثال: نظریه الکترومغناطیس (علم پایه) باعث اختراع تلفن همراه (علم کاربردی) شد.

## چالش‌های علم پایه
- زمان‌بر بودن نتایج:  بسیاری از اکتشافات علم پایه سال‌ها یا دهه‌ها طول می‌کشد تا به ثمر بنشیند.
- سرمایه‌گذاری محدود:

## به دلیل کاربرد غیرمستقیم، بودجه‌های کمتری به این علوم اختصاص داده می‌شود.
- فاصله از فناوری:  گاهی بین اکتشافات بنیادین و کاربردهای عملی فاصلهٔ زیادی وجود دارد.

## نقش و آینده علم پایه
با پیشرفت روزافزون تکنولوژی و نیاز به حل مسائل پیچیده مانند تغییرات اقلیمی، انرژی‌های تجدیدپذیر و هوش مصنوعی، اهمیت علم پایه بیش از پیش احساس می‌شود. این علوم نه تنها در ایجاد فناوری‌های جدید مؤثر هستند، بلکه به درک بهتر از جایگاه انسان در کیهان کمک می‌کنند.

## نتیجه‌گیری
علم پایه نه فقط یک رشتهٔ تحقیقاتی، بلکه شالودهٔ اصلی پیشرفت‌های علمی و فناورانه است. با مطالعه و سرمایه‌گذاری در این حوزه، جامعه بشری می‌تواند پاسخ‌های دقیق‌تری به پرسش‌های بنیادین خود پیدا کند و بستری مناسب برای رشد فناوری‌های نوین فراهم سازد. اهمیت علم پایه تنها در نوآوری‌های تکنولوژیکی نیست؛ بلکه این علوم به درک عمیق‌تر انسان از جایگاه خود در جهان و ارتقاء کیفیت زندگی کمک می‌کنند. بدون علم پایه، هیچ علمی نمی‌تواند به‌طور کامل شکوفا شود.